# 2014年冬季奧林匹克運動會波士尼亞與赫塞哥維納代表團
2014年冬季奧林匹克運動會波士尼亞赫塞哥維納代表團是波士尼亞赫塞哥維納派出的2014年冬季奧林匹克運動會代表團，共有五名運動員參與三項目賽事。

## 獎牌
| 隊伍 | 金牌 | 銀牌 | 銅牌 | 總數 |
|      | 0    | 0    | 0    | 0    |

## 外部連結
- Bosnia and Herzegovina at the 2014 Winter Olympics（页面存档备份，存于）